# Krajec
Krajec [krájec] je priimek več osebnosti. Po podatkih Statističnega urada Republike Slovenije je na dan 1. januarja 2010 v Slovenji uporabljalo ta priimek 56 oseb.  

## Znani nosilci priimka
- Andrej Krajec (1870–1930), slovenski župnik in ljubiteljski astronom
- Janez Krajec, slovenski tiskar in založnik
- Mirko Krajec, slovenski politik

## Zemljepisno lastno ime
- Krajec, zastaralo češko ime:  mesto Greiz v Nemčiji (Turingija)